# Steatomys krebsii
Steatomys krebsii är en däggdjursart som beskrevs av Peters 1852. Steatomys krebsii ingår i släktet fettmöss och familjen Nesomyidae. IUCN kategoriserar arten globalt som livskraftig. Inga underarter finns listade i Catalogue of Life.
Arten förekommer med flera från varandra skilda populationer i södra Afrika från Angola och Zambia till Sydafrika. Den föredrar buskskogar och gräsmarker som habitat men hittas även i andra landskap.
Arten blir med svans 11,8 till 14,6 cm lång, svanslängden är 4,4 till 6,1 cm och vikten varierar mellan 16 och 25 g. Djuret har 1,4 till 1,9 cm långa bakfötter och 1,6 till 1,8 cm stora öron. Pälsens färg på ovansidan varierar beroende på utbredning mellan ljus orangebrun och gråbrun. Samma pälsfärg förekommer på de bakre extremiteterna. Andra delar av undersidan och de främre extremiteterna är däremot vitaktiga. Där arten delar reviret med Steatomys pratensis är Steatomys krebsii mer gråaktig.
Ensamma exemplar och par hittades aktiva under natten och de gick främst på marken. Antagligen äter djuret liksom andra fettmöss frön och insekter. En hona som var dräktig med fem ungar dokumenterades. Antalet spenar är fyra på bröstet och fyra vid ljumsken.